# رضوى أبو شادي
رضوى أبو شادي ( - 21 مارس 2021)، ممثلة مصرية عملت كمذيعة لعدد من البرامج الفنية في قناة الحرة وقناة أبوظبي. تخرجت في الجامعة الأمريكية بالقاهرة قسم إعلام ومسرح، وكان لها عدد من الهوايات الفنية مثل الرقص الفلكلورى والعزف على عدد من الآلات الموسيقية الشرقية والغربية. شارك أعمال منها مسلسل «عرفة البحر» أمام النجم نور الشريف دور نعمة مع ليلى علوى في «كابتن عفت»، مع وصابرين في «سامحنى يا زمن»، مع وحنان ترك في «القطة العامية».

## وفاتها
توفيت يوم الأحد 21 مارس 2021 إثر أزمة قلبية مفاجئة